# Reginald Farrer
Reginald John Farrer (Clapham (Engeland), 1880 - Nyitadi (Birma), 17 oktober 1920) was een Engelse botanicus en plantenverzamelaar.

## Levensloop
Farrer werd geboren met een cheilopalatoschisis (hazenlip en gespleten gehemelte). Hierdoor onderging hij in zijn jeugd een aantal correctieve operaties en werd hij thuis onderwezen. Zijn moeder was geïnteresseerd in plantenteelt en zijn beide ouders wakkerden zijn interesse in planten aan. Gedurende vakanties tijdens zijn jeugd in het vasteland van Europa leerde hij de flora van het Middellandse Zeegebied en de Alpen kennen. Als veertienjarige bouwde hij al zijn eerste rotstuin met alpiene planten in een verlaten steengroeve en schreef hij een ingezonden brief over Arenaria gothica in een botanisch tijdschrift.
Reginald Farrer had meerdere talenten. Naast de ontdekker van nieuwe plantensoorten, was hij ook schrijver, schilder en tuinier. In 1898 werd hij student aan Balliol College in Oxford. Gedurende de jaren dat hij hier studeerde hielp hij met het aanleggen van een rotstuin bij St John's College en werkte hij ook bij de rotstuin van Ingleborough Hall gedurende zijn bezoeken aan zijn ouders. In 1901 richtte hij een, in Aziatische alpiene planten gespecialiseerde kwekerij op in Clapham, Craven Nursery (faillissement in 1920). Hier legde hij een rotstuin aan, waarin hij een morene incorporeerde. Ook legde hij op een steile klif boven Ingleborough Lake een rotstuin aan. Hij probeerde zo natuurlijke mogelijke omstandigheden voor zijn rotstuinen te creëren, waarbij hij gebruik maakte van goed drainerende grond en natuurlijke rotsformaties.
Hij hield van reizen om naar planten te zoeken. Hij reisde onder andere af naar de Franse en Zwitserse Alpen, de Dolomieten in Italië en Canada. In 1904 vertrok hij naar Japan waar hij acht maanden verbleef. Vanuit zijn huis in Japan reisde hij af voor korte excursies naar Korea en China. In 1907 bekeerde hij zich op zijn reis door Ceylon tot het boeddhisme.
De eerste van zijn grote expedities om planten te verzamelen was in 1914 en 1915 in Tibet en in Gansu in China. Zijn metgezel op deze expeditie was William Purdom die al eerder in China planten had verzameld. De expeditie was succesvol en resulteerde het in cultuur brengen van voordien onbekende soorten, waaronder Gentiana lawrencei var. farreri, Viburnum farreri, Buddleja alternifolia, Geranium farreri, Allium farreri, Clematis macropetala, Daphne tangutica en Meconopsis quintuplinervia. De soorten met het achtervoegsel farerri en het geslacht Farreria werden naar hem vernoemd. De planten werden gesorteerd en geclassificeerd in Royal Botanic Garden Edinburgh die in planten uit de Chinese Himalaya gespecialiseerd is.
Toen Farrer in 1916 terugkeerde naar Engeland, was de Eerste Wereldoorlog uitgebroken. Hij werkte als oorlogscorrespondent voor Department of Information onder John Buchan. Toen de oorlog in 1918 was afgelopen, vertrok hij op expeditie naar Boven-Birma in gezelschap van Euan Cox. Toen Cox in januari 1920 naar Engeland terugkeerde, bleef Farrer in de bergregio in het grensgebied van Birma met China om naar planten te zoeken. Uiteindelijk werd hij ziek en stierf hij (mogelijk aan difterie) op veertigjarige leeftijd, waarna hij werd begraven in de bergen boven het dorpje Kawnglanghpu in Birma. De expeditie had desondanks weer een aantal voorheen onbekende plantensoorten opgeleverd, waaronder
Picea farreri, Berberis coxii, Cotoneaster franchetti var. sternianus en meerdere rododendrons zoals Rhododendron arizelum, Rhododendron basilicum, Rhododendron sperabile, Rhododendron mallotum, Rhododendron trichocladum, Rhododendron caloxanthum, Rhododendron glischrum en Rhododendron heliolepis. Tijdens zijn leven produceerde hij 21 boeken, vele artikels en duizenden brieven waarin hij schreef met een levendige stijl.

## Selectie van werken
- Alpines and bog-plants, Edward Arnold, 1908
- In a Yorkshire garden, Edward Arnold, 1909
- Among the hills;: A book of joy in high places, Headley, 1910
- The Dolomites, King Laurin’s garden, A. and C. Black, 1913
- The Kansu marches of Tibet, The Royal Geographical Society, 1917
- The void of war;: Letters from three fronts, Houghton Mifflin company, 1918
- My rock-garden: With illustrations, E. Arnold, 1920
- The rock garden, T. Nelson, 1932
- The English rock-garden, T.C. & E.C. Jack, 1938
- My rock garden, The Garden Book Club, 1942
- On the eaves of the world, AMS Press, 1975, ISBN 0404023681
- Dolomites: King Laurin's Garden, Cadogan Books, 1985, ISBN 0946313172
- Rainbow Bridge (Plant Hunter Series), Everyman Publishers, 1987, ISBN 0946313482
- The Garden of Asia: Impressions from Japan, Adamant Media Corporation, 2000, ISBN 1402197330